# مدرسة شنيانغ الدولية
مدرسة شنيانغ الدولية (Shenyang International School/沈阳远见国际学校) هي مدرسة دولية خاصة تقع في لياونينغ، الصين.

## الروابط الخارجية
1. ↑  "Contact Information نسخة محفوظة 1 أكتوبر 2015 على موقع واي باك مشين.." Shenyang International School. Retrieved on September 30, 2015. "Shenyang International School, 160 Quan Yun San Road, Dongling District， Shenyang, Liaoning 110167, CHINA" - Chinese address: "中国辽宁省沈阳市东陵区全运三路160号，邮编：110167" نسخة محفوظة 3 يوليو 2017 على موقع واي باك مشين.

- الموقع الرسمي